# كريستوف برنهارد فون غالين
كريستوف برنهارد فون غالين (بالألمانية: Christoph Bernhard von Galen)‏ هو كاهن كاثوليكي وقسيس هولندي وألماني، ولد في 12 أكتوبر 1606 في درنشتاينفورت في ألمانيا، وتوفي في 19 سبتمبر 1678 في آهاوس في ألمانيا.